# St. Nikolaus (Achdorf)

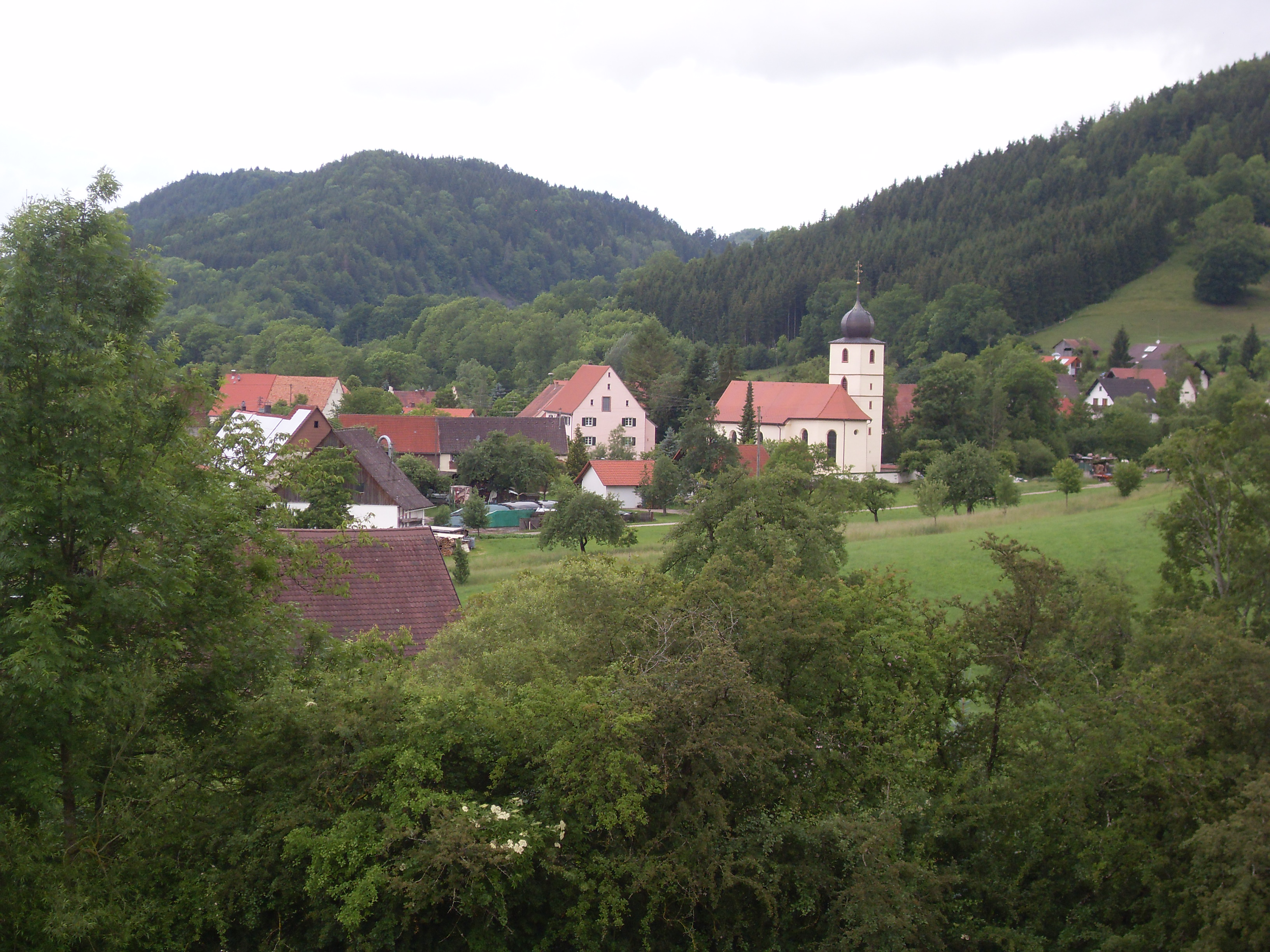
St. Nikolaus in Achdorf

Die römisch-katholische Pfarrkirche St. Nikolaus steht in Achdorf, einem Gemeindeteil der Stadt Blumberg im Schwarzwald-Baar-Kreis in Baden-Württemberg. Die Kirche gehört zum Dekanat Schwarzwald-Baar des Erzbistums Freiburg. Sie ist beim Landesamt für Denkmalpflege Baden-Württemberg als Baudenkmal eingetragen.

## Beschreibung
Die spätgotische Saalkirche wurde 1598 erbaut. Sie besteht aus einem Langhaus, einem eingezogenen, dreiseitig geschlossenen Chor im Osten, einem Chorflankenturm, dessen oberstes Geschoss den Glockenstuhl beherbergt, und der mit einer barocken Zwiebelhaube bedeckt ist, an der Nordwand und der Sakristei an der Südwand des Chors. 
Der Innenraum ist mit einem Kreuzgratgewölbe überspannt. Am Chorbogen befindet sich eine Kreuzigungsgruppe von 1786. Zur Kirchenausstattung gehören ein Hochaltar, auf dessen Altarretabel der heilige Nikolaus dargestellt ist, Seitenaltäre, ein Taufbecken, eine Kanzel und vierzehn Reliefs mit Kreuzwegstationen von 1780. Die einmanualige Orgel wurde 1879 als Opus 6 von der Mönch Orgelbau mit acht Registern errichtet.